# Orlando Mattos
Orlando Mattos (Castro, 31 de março de 1917 — Diadema, 25 de maio de 1992) foi um desenhista, chargista, jornalista e pintor brasileiro.    

## Biografia
Filho de Fortunato Soares Mattos e Amália Montezano de Mattos. Estudou no Colégio Irmãos Maristas em São Gabriel, Rio Grande do Sul.
Iniciou a carreira de desenhista no extinto jornal A Noite. Aos 15 anos, Orlando adulterou seu documento para se alistar no Exército Brasileiro e ser combatente na Revolução Constitucionalista de 1932. Alguns anos depois, passou a usar o desenho como forma de expressão. Aos 18 anos colabora como ilustrador de diversas publicações.  
Começou também a trabalhar em agências de publicidade. Mais tarde fixa trabalho no jornal Folha de S.Paulo, onde obtém reconhecimento nacional como grande ilustrador, tornando-se diretor de arte. A vivência do cotidiano jornalístico amplia e possibilita novas leituras e esta capacidade crítica desenvolvida incorpora-se à sua obra. 
Orlando Mattos, como ilustrador de renome e chargista consagrado na revista O Cruzeiro, foi um desenhista a serviço da crítica social, do jornalismo e do humor gráfico. Ganhou espaço próprio, marcando presença em diversos salões internacionais de desenho e pintura.  
Na época da ditadura militar, Orlando foi processado pelo então governador de São Paulo Ademar de Barros por ter desenhado uma caricatura do político com um pá em cima de uma caixinha, com uma espada na mão, dizendo: "Combaterei à Corrupção".
Em 1964, desenhou o selo em homenagem a morte do presidente dos Estados Unidos John F. Kennedy. Suas charges políticas serviram de referência para artistas da geração seguinte como Ziraldo.  
Nas artes plásticas, Mattos também possuiu destaque. Seus temas principais eram a religiosidade, o trabalho e a sensualidade feminina.

## Cronologia

### Imprensa
- 1934/1935: Jornal “A Noite” – aprendiz do desenhista Monteiro Filho - Revista “O Malho” - Primeiro Trabalho de Capa
- 1940 / 1950: Rio de Janeiro e São Paulo – Revistas: “O Cruzeiro”, ”A Cigarra”, ”Vamos Ler”, “Beira Mar”, “Carioca”, “Revista da Semana”, “Rio Magazine”, “Alterosa”, “Espelho”, “O Malho”, “O Tico Tico”, “Ilustração Brasileira”, “O Governador”, “Seleções Humorísticas” - jornal “A Noite”.
- 1950 / 1960 / 1970: Folha de S.Paulo – Ilustrador - Editoria de Arte
- 1962: Revista “Quatro Rodas” e Editora Três
- 1970: Folha de S.Paulo – Aposentadoria

### Editoras
- 1954: Editora Ibrasa–Implesa – Ilustração capas de livros.
- 1961/1962: Editora José Olympio – Ilustração, Livros Infantis, Editora Picolé – Cartões

### Publicidade
- 1942: Coty, Inc. – Empresa de Cosméticos, Caixa Econômica Federal – Campanha Publicitária
- 1947: JWT – Agência de Publicidade - Departamento de Arte
- 1950/ 1951: Sears, Roebuck and Company – Loja de Departamentos – Departamento de Arte

### Desenhos Humorísticos
- 1941: Ilustradores do Largo da Carioca/RJ.
- 1943: Prêmio “Reader’s Digest” – Estados Unidos
- 1944: Galeria Lido e Galeria Victor RJ; Escola de Belas Artes do Rio de Janeiro/RJ
- 1953: Prêmio – Ilustração Folha de S.Paulo/SP
- 1955: Prêmio – 3º Salão Jornalistas – São Paulo/SP
- 1956: Prêmio – Charge - Salão Jornalistas – São Paulo/SP
- 1965: Troféu – 30 anos de Ilustrações- Sindicato dos Jornalistas de São Paulo/ SP
- 1967: Quatrieme Salon Internacional de Caricature, no Canadá Sixth International Salon of Cartoon do Canadá; Salone Internationale Del Umorismo Bordigheira, na Itália; World Cartoon Galerie Skopje, na Iugolásvia Carlphilly - Festival na Inglaterra
- 1970: Seventh International Salon of Cartoons, no Canadá; Salone Internacionale Del Umorismo Bordigheira,

na Itália
- 1971: Eight International Salon of Cartoons do Canadá
- 1976: 3º Salão de Humor de Piracicaba/SP
- 1981: 8º Salão de Humor de Piracicaba/SP
- 1988: Salone Internacionale Del Umorismo, na Itália
- 1996: Homenagem - Exposição - 23º Salão de Humor de Piracicaba
- 2000: Homenagem - Exposição - Produção Gráfica - Cartum; Galeria Cândido Portinari - Centro Cultural Diadema - Diadema/SP

### Artes Plásticas
- 1971: VII Salão de Arte Contemporânea de São Caetano do Sul/SP; Museu Municipal João D. Conti - Atibaia/SP
- 1974: Salão de Arte de Santo André/SP
- 1975: Exposição Secretaria de Cultura do Paraná - Curitiba/PR; Exposição em Castro/PR
- 1976: Exposição Galeria Portal - São Paulo/SP - Sala Especial; 33º Salão Paranaense de Arte
- 1977: Exposição Coletiva – Palácio Piratini – Porto Alegre/RS
- 1978: Galeria Arte Nuevo – São Paulo/SP; Exposição Coletiva Galeria L’Atelier – Brasília/DF
- 1979: I Salão de Arte – Diadema/SP; Exposição Sociedade Amigos do Eldorado – Diadema/SP
- 1980: Exposição Teatro Cacilda Becker, em São Bernardo do Campo/SP; Exposição Coletiva- Intercâmbio Cultural São Bernardo do Campo/BR e Tokuyama/Japão, Prêmio Aquisição
- 1983: Exposição Individual - Galeria de Arte do SESI/SP; Exposição Coletiva na Galeria Espade/SP
- 1984: Exposição Itinerante de Santa Catarina; Exposição Coletiva: Hebraica São Paulo – Diadema/SP; Exposição Galeria Orixá, em Embu/SP; Medalha de Ouro na Exposição Coletiva de Santo André/SP
- 1987: Exposição Coletiva no Salão do Castello Sealigero e Maróstica/Itália
- 1989: 50 Pinturas Expressionistas em Diadema/SP e São Bernardo do Campo/SP
- 1992: Homenagem na Câmara Municipal de São Paulo
- 1993: Sala Especial no Salão dos 39 anos de Mauá/SP; Sala Especial no 3º Salão de Artes Plásticas de São Bernardo do Campo/SP
- 1994: Exposição na Universidade de Ponta Grossa/PR
- 2007: Retrospectiva da Obra de Orlando Mattos e lançamento do livro "Vida e Obra" - Centro Cultural Diadema/SP